# احمدعلی ابتهاج
احمدعلی ابتهاج سمیعی (متولد ۱۲۸۹ خورشیدی/۱۹۱۱ میلادی – ۱۳۵۵ خورشیدی/۲۵۳۵ شاهنشاهی) سرمایه‌دار، صنعتگر و مهندس ایرانی بود.

## زندگی‌نامه
پدر او یعنی میرزا ابراهیم خان ابتهاج‌الملک تفرشی-که یک بهائی بود-به دست یکی از اسلام‌گرایان، با داس، کشته می‌شود.
ابتهاج تحصیلات خود را در تهران و فرانسه در رشته مهندسی راه و ساختمان به اتمام رسانید و سپس وارد فعالیت در بخش خصوصی ایران شد و در زمرهٔ مدیران و سرمایه داران فعال این کشور درآمد. ابتهاج از پیشکسوتان صنعت سیمان ایران بود. او از گردانندگان شرکت‌هایی چون سیمان تهران، سیمان شمال، سیمان دماوند، ایرانیت، پریفاب و شرکت ساختمان‌های کشور بود و در تأسیس پل‌ها و کارخانجات و ساختمان‌های بزرگی مشارکت داشت. او از ۱۳۳۲ تا ۱۳۳۳ ریاست فدراسیون وزنه‌برداری و مدتی نیز ریاست فدراسیون شمشیربازی ایران را بر عهده داشت.

## زندگی شخصی
خودروی او در ۱۳۵۵ در جاده هراز بین آب اسک تا پلور (محل حادثه به " پیچ ابتهاج " شهرت دارد) دچار حادثه شد و پیکر او هیچگاه یافت نشد. همسر او هما اعلم، دختر امیر خان امیراعلم (با امیراسدالله علم؛ وزیر دربار پهلوی دوم اشتباه نشود) بود که چند ماه پیشتر درگذشته بود و بعد از آن احوال مهندس ابتهاج بسیار پریشان بود. پس از مرگ او و پیدا نشدن جسدش، امیر هوشنگ ابتهاج (متخلص به ه.ا.سایه) برای عموی خود سرود:
آن که سنگ صد بنای نو نهاد --- سنگ گوری هم نصیب خود نبرد (پیر پرنیان اندیش، در صحبت سایه، صفحه ۲۳۷)
او یکی از برادران ابتهاج و آخرین فرزند ابتهاج الملک بود. برادر بزرگتر وی ابوالحسن ابتهاج؛ مدیرکل بانک ملی و رئیس سازمان برنامه وبودجه بود و فرزند او خسرو نیز در سازمان برنامه کار می‌کرد.